# Tinganes

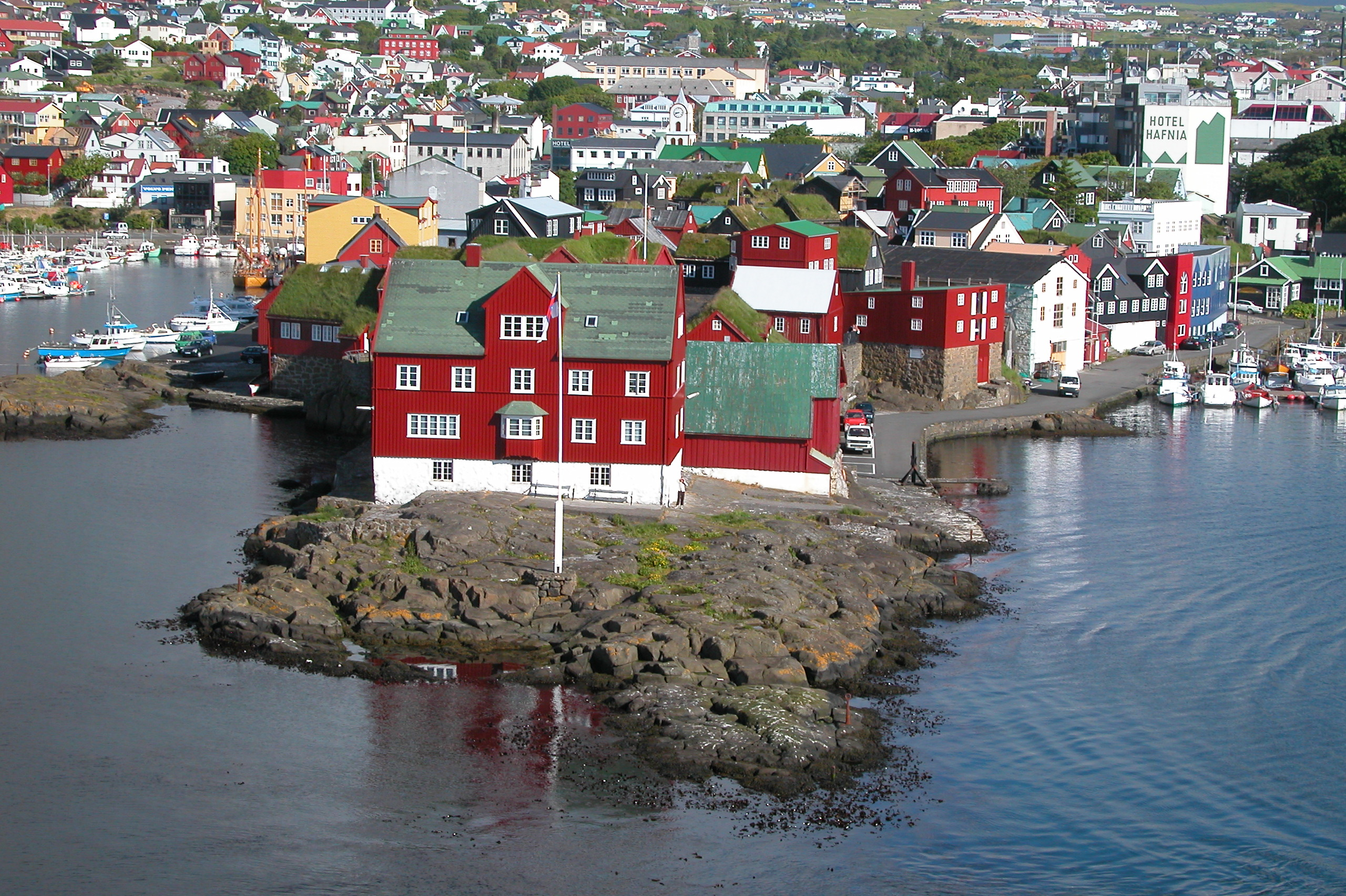
Tinganes widziany z morza

Tinganes jest półwyspem i najstarszą dzielnicą miasta Thorshavn na Wyspach Owczych. Jego nazwa po polsku oznacza miejsce, gdzie zbierały się, podobnie jak w całej średniowiecznej Skandynawii altingi, miejscowe organy samostanowienia. Tinganes jest współcześnie siedzibą Løgtingið (lub løgting), farerskiego parlamentu.

## Położenie
Półwysep położony jest na wschodzie miasta, na współrzędnych 62°00′00″N 6°46′22″W/62,000000 -6,772778. W pobliżu znajduje się współczesna dzielnica portowa.

## Historia
Pierwsze źródła wspominają o Tinganesie już w XI wieku, kiedy miało być to jedynie miejsce zebrań wolnych mężczyzn, mających radzić nad losami archipelagu, wymieniać wieści oraz handlować. Niewykluczone jednak, że miejsce to, osłonięte od wiatrów było miejscem zgromadzeń osiadłej tu ludności nordyckiej już od czasów kolonizacji, brak jednak na to potwierdzenia w źródłach. Niewiele później miejsce to stało się ośrodkiem handlu zagranicznego. Po czasach farerskich zgromadzeń ludowych pozostało wiele zapisków wyrytych w skałach półwyspu, prawdopodobnie przydających się rozmówcom w czasie dysput.
Najprawdopodobniej pierwszymi, stałymi mieszkańcami tego miejsca byli mnisi chrześcijańscy, którzy zbudowali najstarszy dziś budynek w mieście Munkastovan datowany na XIII wiek. Wtedy też Wyspy Owcze zostały przejęte przez Norwegię, przez co altingi przestały istnieć, zastąpił je, istniejący do dziś løgting, składający się 32 osób.
W XVI wieku powstało na Tinganesie regularne targowisko, a także kolejne, stałe miejsca zamieszkania, drewniane, typowe, farerskie chaty z drewna, kryte danią. Zbudowali je norwescy chłopi. Powstał też w tamtym okresie fort Skansin, do obrony portu.
W 1673 wybuchł pożar, który zniszczył większość zabudowań Tinganesu, szybko jednak je wzniesiono, trzymając się w większości starych planów.
Havnar Kirkja, luterański kościół, został zbudowany w obrębie Tinganesu w 1788 roku po rozbiórce starego miejsca kultu Úti á Reyni.
W 1852 ze starego miasta przeniesiona została siedziba parlamentu do centrum miasta, jednak w 1948 z powrotem wrócił na Tinganes, gdzie urzęduje do dziś. Dzielnica ta nazywana jest dzielnicą rządową, większość budynków jest bowiem wykorzystywana przez parlament archipelagu.

### Literatura
- Marcin Jakubowski i Marek Loos, Wyspy Owcze, Szczecin 2003 ISBN 83-913526-3-3